# Холидеј Сити Саут (Њу Џерзи)
Холидеј Сити Саут (енгл. Holiday City South) насељено је место без административног статуса у америчкој савезној држави Њу Џерзи.

## Демографија
По попису из 2010. године број становника је 3.689, што је 358 (-8,8%) становника мање него 2000. године.
| Група             | 2000.         | 2010.         |
| Белци             | 3.780 (93,4%) | 3.324 (90,1%) |
| Афроамериканци    | 206 (5,1%)    | 206 (5,6%)    |
| Азијати           | 6 (0,1%)      | 26 (0,7%)     |
| Хиспаноамериканци | 39 (1,0%)     | 96 (2,6%)     |
| Укупно            | 4.047         | 3.689         |